# 呼べど叫べど
『呼べど叫べど』（よべどさけべど、原題:DEPUTY DROOPY, 公開1955年10月28日）は、アメリカ合衆国の映画会社メトロ・ゴールドウィン・メイヤー (MGM) に所属していたアニメーターのテックス・アヴェリーとマイケル・ラーとの共同制作による短編アニメ作品である。

## スタッフ
- 監督 - テックス・アヴェリー、マイケル・ラー
- 製作総括 - フレッド・クインビー
- アニメーション製作 - エド・バーグ、ケネス・ミューズ、アーヴィン・スペンス、レイ・パターソン、ウォルター・クリントン、ルイス・マーシャル
- 脚本 - ヘック・アレン
- 音楽 - スコット・ブラッドリー
- レイアウト - エド・ベネディクト
- 背景 - ベラ・オーマン

## 作品内容
ある西部の町の保安官とドルーピーは大金を預かる仕事をしていた。保安官は事務所の金庫に金をしまうと、ドルーピーに「金庫に何かあったら音で知らせろ。そしたらワシの出番だ。」とドルーピーに金庫の番を任せ、隣室に行く。それを見ていた2人組の泥棒は、金を盗もうと手を替え品を替えて金庫破りを試みるが、2人より数段上手（うわて）なドルーピーはことごとくそれをはねのけ、翻弄する。すなわち、泥棒たちは音を立てて保安官に気付かれないようにあれこれ手を尽くすが、それを逆手に取ったドルーピーに、灼熱したドリルを握らされたりダイナマイトを渡されたりと痛い目に遭わされ続け、音や声を聞かれてはならないので事務所を飛び出しては山の中で悲鳴を上げ、爆発させる。
最後に精根尽きた泥棒たちは「割に合わねえな」と嘆息して自首し、自ら牢に入る。しかし、保安官は「補聴器の調子が悪くてよく聞こえないんだよ」と言い、ボロボロになった2人の泥棒は拍子抜けしてしまう。一方、ドルーピーは牢屋の鍵を持って「ツイてないこともあるんだね」と笑う。

## 登場するキャラクター
ドルーピー
保安官の忠実な部下。現在の吹き替えでは、「副保安官」とされている。
保安官
あごと鼻が大きく、丸々と太った男性。やたらに拳銃をぶっ放す。終盤のシーンで補聴器を付けていて、耳が遠い事がわかる。
2人の泥棒
金庫の金を狙っていた2人組。ドルーピーのあの手この手の攻撃で最終的には自首する。一人は、アヴェリーおなじみのキャラクターであるスパイクに似ており、もう一人はやはりアヴェリーのオオカミに似ている。牢の中で、補聴器の調子が悪くて聞こえない、と言う保安官の言葉を受ける彼らも、補聴器を耳に当てて「おい、何て言った?」「さあ、何て言ったろう?」と落ちのギャグを放つが、ドルーピーまでもが補聴器を付けている。

## 日本でのテレビ放映
TBS版の『トムとジェリー』の短編に挟まれて放映されていた。